# Lisabonská katedrála
Lisabonská katedrála (portugalsky Santa Maria Maior de Lisboa nebo Sé de Lisboa) je hlavní římskokatolický kostel v portugalském hlavním městě Lisabonu, zasvěcený Panně Marii. Je nejstarším kostelem ve městě a sídlem lisabonského patriarchy. Nachází se ve čtvrti Sé, která je od roku 2013 součástí farnosti Santa Maria Maior. Název Sé vznikl zkrácením výrazu sedes episcopalis (sídlo biskupa).
Místo mělo podle archeologických nálezů kultovní význam již v antice, za maurské nadvlády zde stála mešita Aljama. Stavba křesťanského chrámu byla zahájena po dobytí Lisabonu Alfonsem I. v roce 1147. Za původního architekta je označován Mestre Roberto, který pravděpodobně navrhl také starou katedrálu v Coimbře. Podle legendy zde byl pokřtěn Antonín z Padovy. Dokončena byla ve 13. století v románském slohu podle normanského vzoru, později přibyla apsida a křížová chodba v gotickém slohu. Na katedrálu ji povýšil v roce 1393 Jan I. Portugalský. 
V sedmnáctém století vznikla sakristie ve stylu manýrismu. Po zemětřesení v Lisabonu 1755 byla katedrála opravena a opatřena barokními věžemi. Za vlády Antónia Salazara proběhla rekonstrukce, jejímž cílem bylo navrátit původní středověký vzhled stavby, slavnostní znovuotevření chrámu proběhlo 5. května 1940 v rámci oslav třístého výročí obnovení nezávislosti.
Trojlodní stavba má půdorys latinského kříže. Je dlouhá 90 metrů, široká 40 metrů a vysoká 12 metrů, vyznačuje se dvojicí věží nesoucích zvony a velkým rozetovým oknem. Nacházejí se v ní dvoje varhany, starší z roku 1788 a mladší z roku 1964. Nuno Gonçalves vytvořil oltářní obraz, jehož originál je nyní uložen v Národním muzeu starého umění, cenný je také betlém od Joaquima Machada de Castro. Jsou zde uloženy ostatky patrona města Vincenta ze Zaragozy.
V roce 1907 byla stavba vyhlášena národní památkou.